# مارغو كين
مارغو كين (بالإنجليزية: Margo Kane)‏ (21 أغسطس 1951، إدمونتون في كندا)؛ روائية كندية.

## روابط خارجية
- مارغو كين على موقع IMDb (الإنجليزية)
- مارغو كين على موقع قاعدة بيانات الفيلم (الإنجليزية)